# Nkourani ya Sima
Nkourani ya Sima ili Nkourani je maleni gradić na otoku Grande Comore na Komorima. To je 31. grad po veličini ma Komorima i 10. na Grande Comoreu.